# Мартін Вітік
Мартін Вітік (чеськ. Martin Vitík, нар. 21 січня 2003, Прага, Чехія) — чеський футболіст, захисник празької «Спарти» та молодіжної збірної Чехії.

## Ігрова кар'єра

### Клубна
Мартін Вітік є вихованцем празького футболу. У 2017 році він приєднався до футбольної академії столичної «Спарти». Починаючи з сезону 2020/21 Вітік є гравцем першої команди. Свою дебютну гру в основі футболіст провів у жовтні 2020 року у рамках групового раунду Ліги Європи проти французького «Лілля».
У чемпіонаті Чехії захисник дебютував у січні 2021 року, коли вийшов в основі на матч проти «Баніка».

### Збірна
У 2021 році Мартін Вітік потрапив до заявки молодіжної збірної Чехії для участі у молодіжному чемпіонаті Європи, який проходив на полях Угорщини та Словенії. На турнірі Вітік зіграв одну гру.

## Титули
Спарта
 Чемпіон Чехії: 2022/23, 2023/24
 Володар Кубка Чехії: 2023/24